# Fabian Arndt
Fabian Arndt (* 8. September 1995) ist ein deutscher Fußballspieler. Er steht seit 2016 beim ETSV Weiche Flensburg unter Vertrag.

## Karriere

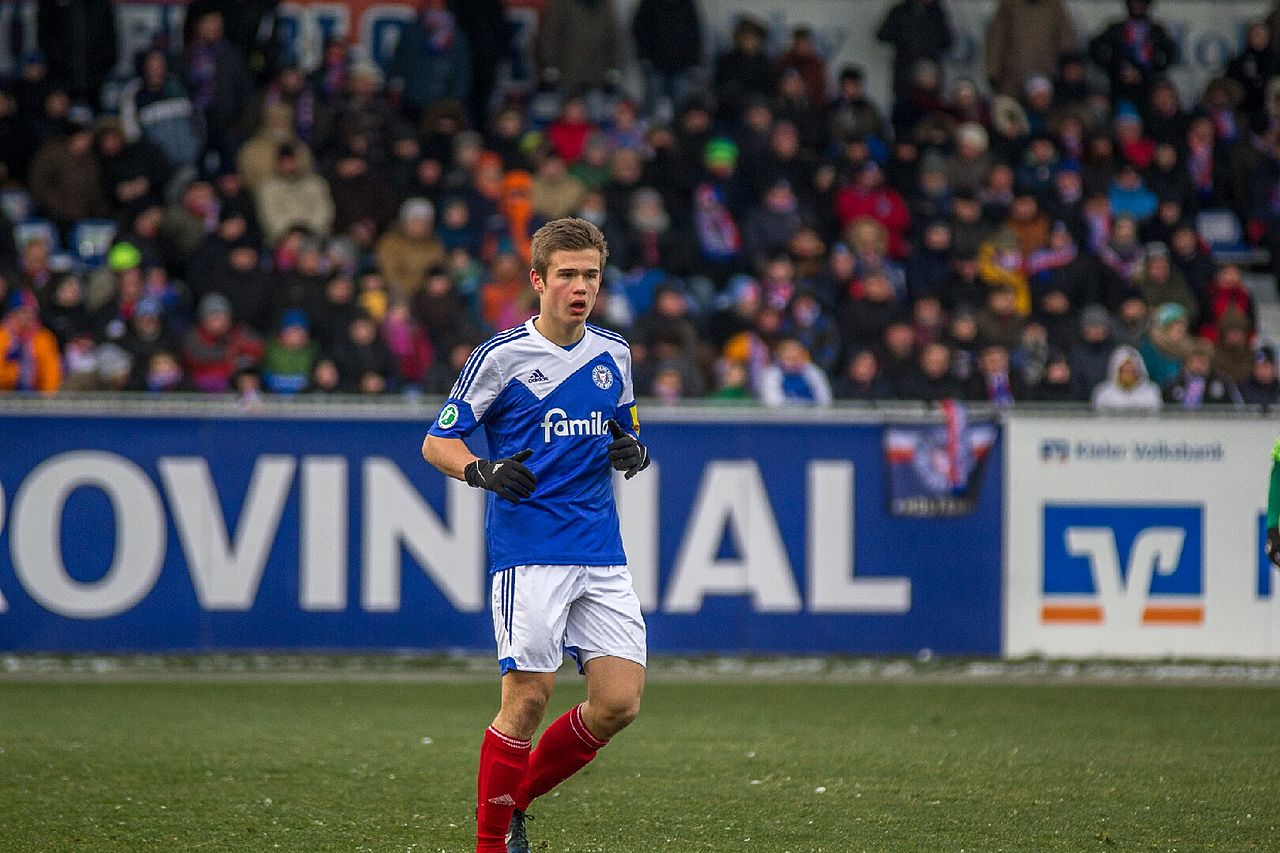
Arndt als Spieler von Holstein Kiel (2014)

Nach der Station FC Angeln 02 wechselte Fabian Arndt 2011 zu Holstein Kiel. Für die Störche durchlief er die Jugendmannschaften ab der U-17. Am 25. Januar 2014 gab er im Heimspiel gegen die Stuttgarter Kickers sein Drittligadebüt. Am 22. Spieltag der Saison 2013/14 wurde der Spieler in der 63. Minute für Marcel Schied ins Spiel gebracht.
In der Saison 2014/15 spielte Arndt ausschließlich für die zweite Mannschaft der Kieler. Zur Saison 2016/17 schloss sich Arndt dem Regionalligisten ETSV Weiche Flensburg (seit Juli 2017 SC Weiche Flensburg 08) an.